# جیغ (آلبوم مایکل جکسون)
جیغ (انگلیسی: Scream) یک آلبوم گردآوری‌شده از مایکل جکسون، خواننده و ترانه‌سرای آمریکایی است که در ۲۹ سپتامبر ۲۰۱۷ منتشر شد. این آلبوم آهنگ‌هایی را پیرامون موضوع هالووین گردآوری می‌کند. این یازدهمین عرضه سونی و/یا موتاون از زمان مرگ جکسون در ۲۵ ژوئن ۲۰۰۹ است.